# Głuchowo (województwo kujawsko-pomorskie)
Głuchowo – wieś w Polsce położona w województwie kujawsko-pomorskim, w powiecie toruńskim, w gminie Chełmża.
| SIMC    | Nazwa     | Rodzaj  |
| ------- | --------- | ------- |
| 0841863 | Wilmanowo | kolonia |
| 0841870 | Windak    | kolonia |

W latach 1954–1957 wieś należała i była siedzibą władz gromady Głuchowo, po jej zniesieniu w gromadzie Chełmża. W latach 1975–1998 miejscowość administracyjnie należała do województwa toruńskiego. Według Narodowego Spisu Powszechnego (III 2011 r.) liczyła 592 mieszkańców. Jest piątą co do wielkości miejscowością gminy Chełmża.
Miejscowość w średniowieczu (XIV wiek) przeszła na własność prokuratora papowskiego (z Papowa Biskupiego).